# La Roca del Vallès
La Roca del Vallès ist eine katalanische Stadt in der Provinz Barcelona im Nordosten Spaniens. Sie liegt in der Comarca Vallès Oriental.

## Gemeindepartnerschaft
- Pieve Santo Stefano (Italien), seit 2006

## Persönlichkeiten
- Jan Gurri Aregay (* 2002), Handballspieler
- Ferran Castillo Oliveras (* 2004), Handballspieler
- Pablo Guijarro Moreno (* 2004), Handballspieler